# Into the Night (televisieserie)
Into the Night is een Belgische apocalyptische sci-fi drama thriller-serie geïnspireerd op het Poolse sciencefictionboek The Old Axolotl van Jacek Dukaj. De serie verscheen op Netflix op 1 mei 2020 en is daarmee de eerste Belgische Netflix Original. De serie werd gemaakt door het productiehuis Entre Chien et Loup. De voertaal in de serie is Frans, verder wordt er ook geregeld Engels gesproken en heel af en toe Nederlands.
Op 1 juli 2020 werd seizoen 2 aangekondigd.

## Verhaal
Terenzio Gallo, die voor de NAVO werkt gaat gewapend aan boord van een vliegtuig dat vertrekt naar Moskou, hij beveelt de piloot echter naar het westen te vliegen om te vluchten voor de opkomende zon. Het is intussen via internet al duidelijk dat van zodra de zon opkomt de mensen sterven. In een poging te overleven vluchten ze voor de zonsopgang van luchthaven tot luchthaven om bij te tanken.

## Rolverdeling
| Acteur            | Personage               |
| ----------------- | ----------------------- |
| Jan Bijvoet       | Richard "Rik" Mertens   |
| Nabil Mallat      | Osman Azizi             |
| Pauline Étienne   | Sylvie Bridgette Dubois |
| Laurent Capelluto | Mathieu Daniel Douek    |
| Stéfano Cassetti  | Terenzio Matteo Gallo   |
| Astrid Whettnall  | Gabrielle Renoir        |
| Vincent Londez    | Horst Baudin            |
| Regina Bikkinina  | Zara Oblonskaya         |
| Nicolas Alechine  | Dominik                 |
| Alba Gaïa Bellugi | Ines Mélanie Ricci      |
| Babetida Sadjo    | Laura Djalo             |
| Mehmet Kurtulus   | Ayaz Kobanbay           |
| Ksawery Szlenkier | Jakub Kieslowski        |
| Chris TDL         | Christopher Newland     |